# Melitaea snyderi
Melitaea snyderi är en fjärilsart som beskrevs av Seok 1936. Melitaea snyderi ingår i släktet Melitaea och familjen praktfjärilar. Inga underarter finns listade i Catalogue of Life.